# آدولف مالان
آدولف مالان(به انگلیسی: Adolph Malan) در ۲۴ مارس ۱۹۱۰ میلادی ، در شهر ولینگتون افریقای جنوبی به دنیا آمد. مالان سال ۱۹۳۵ میلادی ، به نیروی هوایی سلطنتی انگلستان
پیوست او در پایان همین سال دوره آموزشی را طی کرد. و به اسکادران ۷۴ پیوست و با شروع جنگ به درجه ستوانی نائل آمد. وی در نبرد بریتانیا ماموریت یافت به مقابله با هواپیماهای دشمن که به بندر دوور حمله کردند بشتابد . که در پایان این ماموریت اسکادران ۷۴ تحت رهبری او توانست ۳۸ هواپیمای دشمن را سرنگون کند. مالان پس از پایان جنگ به آفریقای جنوبی رفت و به واحد تورج گاماندو که یک تشکیلات ضد فاشیستی بود پیوست . و سرانجام پس ابتلا به بیماری پارکینسون در ۱۹۶۳ میلادی درگذشت.